# Tsuneha Sano
Pour les articles homonymes, voir Sano (homonymie).
Le comte Tsuneha Sano (佐野 常羽, Sano Tsuneha) (3 juin 1871 - 25 janvier 1956), est un amiral de la marine impériale japonaise qui est connu pour son implication dans le mouvement scout du Japon.

## Biographie
Sano est né à Tokyo dans le quartier de Kōjimachi. Son père, le comte Sano Tsunetami, est le fondateur de la Croix-Rouge japonaise. 
Sano est diplômé de la 18e promotion de l'académie navale impériale du Japon en 1891. Il est classé 20e dans une classe de 61 cadets. Il devient aspirant sur les corvettes Hiei et Musashi. Devenu sous-lieutenant, il est assigné sur la corvette Kohei et les croiseurs Naniwa, Matsushima, Saien, et Tatsuta. Après sa promotion comme lieutenant en 1897, il est envoyé en Chine du Sud durant la révolte des Boxers de 1900-1901. De retour au Japon, il sert sur les croiseurs Izumo et Asama. 
À la mort de son père le 26 décembre 1902, il hérite de son titre de comte (hakushaku) selon le système de noblesse kazoku. De 1903 à 1904, il sert comme officier en chef de l'artillerie sur le croiseur Izumi.
Après sa promotion comme capitaine de corvette en 1904, il est assigné comme aide-de-camp du prince Kikumaro Yamashina pendant la guerre russo-japonaise. Après ce conflit, il sert à des postes dans l'État-major, et devient commandant en second du ravitailleur de sous-marins Toyohashi en 1908. Promu commandant en 1908, il est nommé attaché militaire en Allemagne de 1911 à 1914. Durant son séjour dans ce pays, il se rend fréquemment en Angleterre où il découvre le mouvement scout. 
En raison du déclenchement de la Première Guerre mondiale, Sano retourne au Japon pour assumer le commandement du croiseur Tsugaru. De 1916 à 1917, il est chef d'État-major du district de garde de Chinkai en Corée. En 1917, il devient capitaine du croiseur Haruna. Il est promu contre-amiral le 1er décembre 1919. Il est envoyé en réserve en août 1920.
En 1924, le Japon envoie un contingent complet de 25 scouts au jamboree mondial de 1924 au Danemark. Sano est participant, ayant gagné son badge de bois pendant une course en Angleterre, marquant un grand tournant dans l'histoire du scoutisme japonais. Sano retourne au Japon et fonde sa propre course d'entraînement au lac Yamanaka, près du mont Fuji, appelée Jisshu-sho, et qui existe toujours aujourd'hui, après achèvement de deux courses préliminaires, la Koshu-kai et la Kenshu-kai.
Sano assiste ensuite au jamboree mondial de 1929 en Angleterre et reçoit la médaille du Loup d'argent des mains de Robert Baden-Powell en 1931. Le seul autre Japonais à avoir reçu cette médaille est l'empereur Hirohito. Sano reçoit le titre de « doyen » par l'association scoute du Japon en 1954, et en reçoit le plus haute distinction, la Kijishō, en 1955. 
Sano meurt en 1956.